# Israfil Məmmədov
İsrafil Məhərrəm oğlu Məmmədov (eingedeutscht Israfil Mammadow; * 16. März 1919 im Dorf Qapanlı, Şəmkir (Rayon), Demokratische Republik Aserbaidschan; † 1. Mai 1946 in Jalta, Russische Sowjetrepublik, UdSSR) war ein aserbaidschanisch-sowjetischer Offizier und Leutnant der Roten Armee. Er gilt als erster Aserbaidschaner, der mit dem Titel „Held der Sowjetunion“ ausgezeichnet wurde.

## Werdegang
Mammadow war in eine arme Bauernfamilie hineingeboren. Er absolvierte die industrielle Fachschule in Kirowabad (heute Gəncə), der zweitgrößten Stadt Aserbaidschans. Nach dem Abschluss arbeitete er dort für einige Jahre in einer Textilfabrik.
1939 wurde Mammadow in die Rote Armee einberufen. Mit Beginn des Deutsch-Sowjetischen Krieges befand er sich an der Front. Im Juli 1941 wurde er zum Stabsunteroffizier befördert. Mammadow befehligte zunächst einen Zug, stieg dann kurze Zeit später zum stellvertretenden Kompaniechef auf.

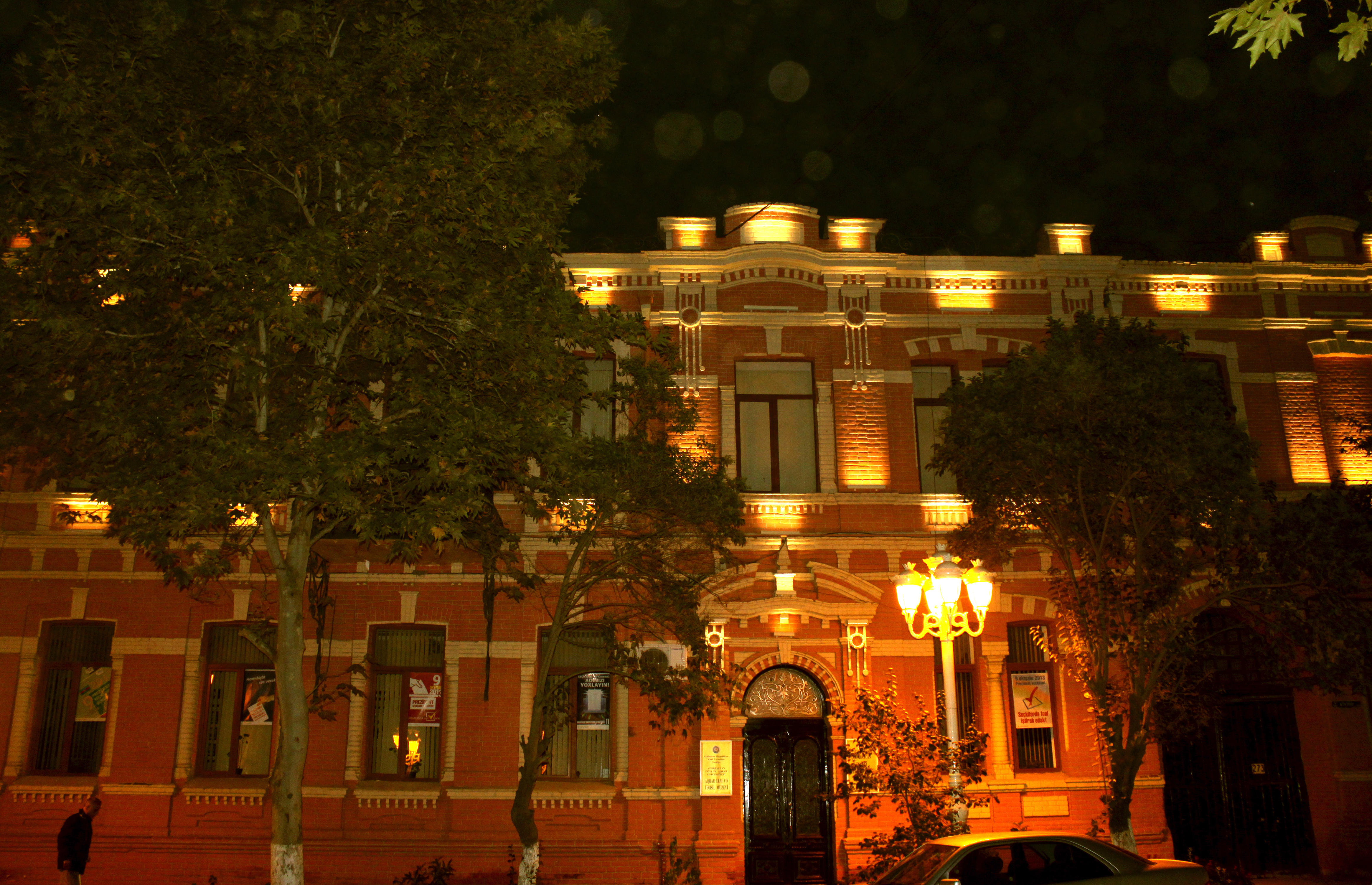
Hausmuseum von Israfil Mammadow in Gəncə

Am 2. Dezember 1941 erfolgte die Beförderung zum Unterleutnant. Wenige Tage später gerieten wenige Dutzend sowjetische Soldaten, die von Mammadow befehligt wurden, in einen ungleichen Kampf mit Wehrmachtseinheiten am Rande der Stadt Weliki Nowgorod unweit des Ilmensees. Den Verteidigern ist es gelungen, dem Gegner trotz Unterzahl schwere Verluste zuzufügen und diesen am Weiterrücken zu hindern. Für heldenhafte und außergewöhnliche Leistungen in dieser Schlacht wurde Mammadow am 11. Dezember 1941 per Beschluss des Präsidiums des Obersten Sowjets der UdSSR die Auszeichnung „Held der Sowjetunion“ verliehen. Er wurde damit der erste Aserbaidschaner, der diesen Titel bekam.
Aufgrund der Verschlechterung seines Gesundheitszustands, die auf seine Verletzungen während des Krieges zurückzuführen war, befand sich Leutnant Mammadow ab 1943 in der Reserve. Den Rest seines Lebens verbrachte er in Jalta, auf der Halbinsel Krim, wo er am 1. Mai 1946 im städtischen Hospital an Spätfolgen seiner Verletzungen erlag.

## Andenken
Im Stadtzentrum von Gəncə wurde noch zu Sowjetzeiten ein Denkmal zu Ehren von Mammadow gesetzt.
An die Außenwand des Hauses, in dem Mammadow wohnte, wurde eine Gedenktafel angebracht und ein Hausmuseum errichtet. Eine Straße und eine Schule in Gəncə sowie im Geburtsdorf Qapanlı tragen seinen Namen.